# Massaro vescovile

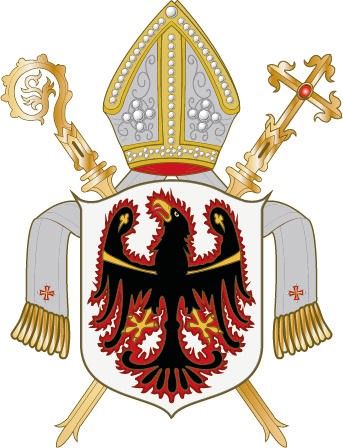
Stemma del principato vescovile di Trento

Il massaro vescovile era un funzionario, inserito nella struttura amministrativa del principato vescovile di Trento

## Contesto storico
Tra le cariche che assistevano il principe vescovo nella cura temporale del principato tridentino, quella dei massari, assieme ai luogotenenti e agli assessori, formava l'ufficio del governo delle valli di Non e di Sole. Al massaro  spettava oltre la riscossione delle imposte anche il potere giurisdizionale, nelle cause civili e criminali.
I massari appartenevano, specialmente fino al Cinquecento, alle famiglie più cospicue del luogo.
Con la fine del potere temporale  dei vescovi di Trento, vennero meno anche le cariche dell'amministrazione del principato.

### Cronotassi dei massari vescovili delle Valli di Non e di Sole
La successione dei massari vescovili conosciuti è la seguente:
- Bonaventura (1329), quando era vicario Merlino di Caldaro (Inama).
- Francesco de Merchadantis (1339), notaio.
- Adelpreto teutonico (1350), massaro di Lodovico di Brandeburgo.
- Xandro di Rallo  (1376)[2] . Era feudatario a Rallo; prese parte alle lotte dei nobili nella val di Non del 1372 e sigillò anch'egli il trattato di pace (Ausserer, p. 110).
- Manfredo di Cles (1391), (1393), (1400), (1401).[3]. Era dei signori di Castel Cles.
- Federico de Ceris di Pergine (1401),[4]. Antica famiglia di Pergine furono fatti nobili nel 1380 dai conti del Tirolo.
- Manfredo di Cles (1403) - (1407)
- Nicolò Stanchina (1435) - (1440). La famiglia ebbe dal principe vescovo Alessandro di Masovia (1424 - 1444) la rocca di Mastozolo in feudo.
- Antonio di Coredo (1441), figlio di Nicolò di Castel Coredo
- Nicolò Stanchina (1442).
- Luca de Lipis (1444).
- Antonio di Coredo (1446), (1447), (1450), (1462), (1464).
- Giacomo del fu Cristoforo Roccabruna (1467). La famiglia aveva in possesso i feudi di castel Bosco e castel Fornace [5].
- Antonio di castel Nano (1469 - 1472), figlio di Nicolò della famiglia Nano-Madruzzo.
- Pietro Tomeo del fu Vito dei Rolandini (1474 - 1476) signore del castello di Precellario [6].
- Antonio Bonaventura Migazzi (1476 - 1477) [7].
- Giacomo di Roccabruna (1477 - 1478)
- Pietro fu Egidio de Ziliis di Quetta (1481), notaio, in quest'anno fu incaricato di riformare il libro dei gaffori e delle imposte [8]. Ebbe diploma di nobiltà assieme ai fratelli Matteo e Cristoforo nel 1483.
- Giacomo Roccabruna (1480 - 1482).
- Pietro de Ziliis (1483), (1489 - 1490).
- Michele di Coredo, (1493 - 1498).
- Nicolò Moremberg (de Moris) (1499 - 1503) [9] Nel 1510 rinnovò il libro dei redditi e degli affitti vescovili precedentemente redatto da Pietro de Ziliis.
- Giorgio del fu Michele di Coredo (1505) [10] .
- Nicolò di Moremberg (1506 - 1533).
- Baldassarre Oliva notaio (1546).
- Giorgio Malpaga notaio (1557).
- Pietro Busetti (1573 - 1583). La famiglia ebbe il primo diploma di nobiltà nel 1566.
- Giambattista Busetti (1603).
- Giovanni Panizza (1613). La famiglia ebbe diploma di nobiltà nel 1646.
- Nicolò Pilati (1642). Famiglia nobilitata dal principe vescovo Carlo Emanuele Madruzzo.
- Giulio Bonaventura Sardagna (1658) (1672 - 1677).
- Michele Moggio (1698).
- Giovanni Battista de Giuliani (1771).
- Agostino Torresani (1778 - 1801).